# Enkondrom
Enkondrom är en medicinsk term för en tumör i brosk, vilken är förhållandevis vanlig och vanligen godartad. Dock kan enkondrom leda till benbrott. Enligt vissa källor kan de i sällsynta fall utvecklas till elakartade tumörer. De påträffas oftast hos barn och unga vuxna. De utgör ungefär 10% av samtliga fall av skelettumörer.
Enkondrom leder sällan till symtom såvida de inte orsakar benbrott eller utvecklas till kondrosarkom (ett slags cancer), vilket i så fall vanligen sker om det rör sig om flera tumörer. Enkondrom är oftast belägna i handen, i andra hand i benens och armens skelett. I vissa fall kan tumören, om den är belägen där, påverka handens utseende och leda till att fingrarna förstoras.
Tumörerna är sällan större än 5cm. Multipla tumörer påträffas vanligen vid enkondromatos (Olliers sjukdom) eller Maffuccis syndrom.